# Eleccions a l'Assemblea de Còrsega de 1999
Eleccions a l'Assemblea de Còrsega de 1999 se celebraren el 14 i 18 de març per a elegir els 51 consellers de l'Assemblea de Còrsega en circumscripció electoral única a dues voltes. El Consell d'Estat Francès va anul·lar els resultats de les eleccions de 1998 a petició d'Edmond Simeoni, qui va denunciar les nombroses irregularitats que s'hi havia denunciat. Els 51 escons de l'Assemblea es repartiren en segona volta amb aquest resultat (de la segona volta):
| ←Eleccions a l'Assemblea de Còrsega, 14 de març de 1999 → |        |        |                          |
| Partit                                                    | %      | Escons | Líder                    |
| RPR-DL                                                    | 27,28% | 17     | Jean Baggioni/José Rossi |
| PRG-PS-PCF                                                | 22,70% | 11     | Émile Zuccarelli         |
| Corsica Nazione                                           | 16,70% | 8      | Jean-Guy Talamoni        |
| Còrsega Socialdemòcrata (CSD)                             | 9,67%  | 5      | Simon Renucci            |
| Còrsega Nova                                              | 9,41%  | 4      | Philippe Ceccaldi        |
| Moviment per Còrsega                                      | 7,71   | 3      | Touissant Luciani        |
| Un altre futur pe Còrsega                                 | 6,43%  | 3      | Jean-Louis Albertini     |
| TOTAL                                                     | 100,00 | 51     | -                        |

Fou elegit president de l'Assemblea el candidat de la llista més votada José Rossi. Corsica Nazione havia tret el 10,41% dels vots, però aconseguí aplegar per a la segona volta els vots de les llistes Rinnuvu Nazionale de F. Luciani (4,44%) i Manca Naziunale (0,79%)